# Песня для Тибета
«Песня для Тибета» (англ. A Song for Tibet) — канадский документальный фильм 1991 года режиссёра Э. Хендерсона о тибетцах, живущих в изгнании за пределами Тибета, и стремящихся к его освобождению и сохранению его наследия. Фильм получил кинопремию «Джини» как лучший короткометражный фильм и приз зрительских симпатий как лучший документальный фильм на Гавайском международном кинофестивале.

## Сюжет
Герои фильма — два тибетца, живущие в изгнании:
- Самдуп (Samdup) покинул Тибет после восстания 1959 года, преподаёт традиционные исполнительские искусства в Монреале и возглавляет Канадо-тибетский комитет (Canada-Tibet Committee).
- Дики (Dicki) родился в лагере беженцев в Индии и знает о Тибете только по рассказам своих родителей.

В фильме рассказывается о поездке Самдупа и Дики из Монреаля в Дхарамсалу, Индия, а также документирует первый приезд Далай-ламы XIV в Канаду.